# Маріо Мінніті
Маріо Мінніті (італ. Mario Minniti, 8 грудня 1577 — 22 листопада 1640) —  художник доби бароко в Італії, модель картин Караваджо і його послідовник в живописі.

## Біографія коротко
Народився в місті Сіракузи, Сицилія.У 1593 році перебрався до Риму. А 1592 роком датують прибуття в Рим і Караваджо.Зустріч з талановитим художником збагатила життя Мінніті і надала йому напрямок. Маріо був моделлю багатьох ранішніх творів Караваджо — «Юнак з кошиком фруктів», панно «Музика», «Юнак з лютнею», «Хлопець, якого вкусила ящірка», «Христос обирає апостолом Матвія».
Як модель Караваджо він зникає після 1600 року. До того ж його зачепив скандал Караваджо, що в запалі гніву вбив Рануччо Томмазіні у 1606 році. Біограф Маріо записав, що він втік на Сицилію внаслідок скоєного вбивства  і писав папі римському в надії на пробачення. Відомо, що саме Мінніті надав притулок Караваджо на Сицилії у 1608—1609 роках, а також допоміг тому отримати замову на образ для церкви, відомий як «Поховання Святої Лючії після тортур».
Мав на Сицилії художню майстерню, де створювали картини для церков.

## Галерея творів Мінніті

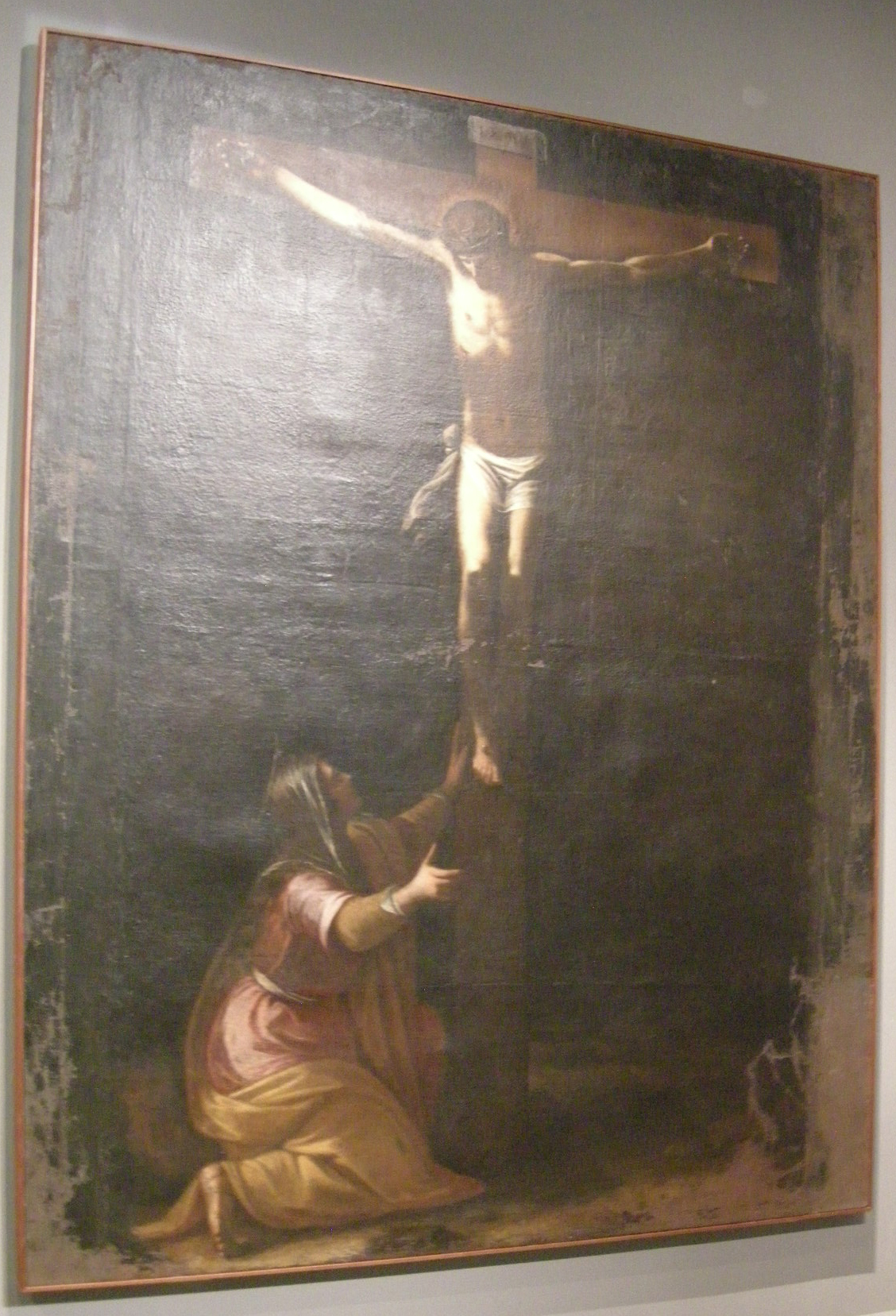
Розп'ятий Христос і Марія Магдалина
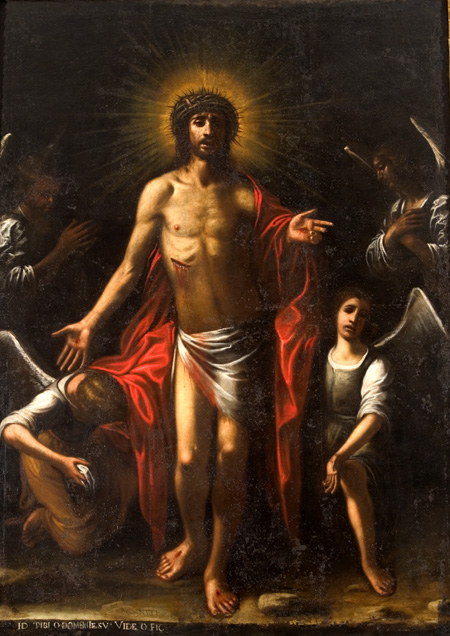
Стігмати Іісуса Христа
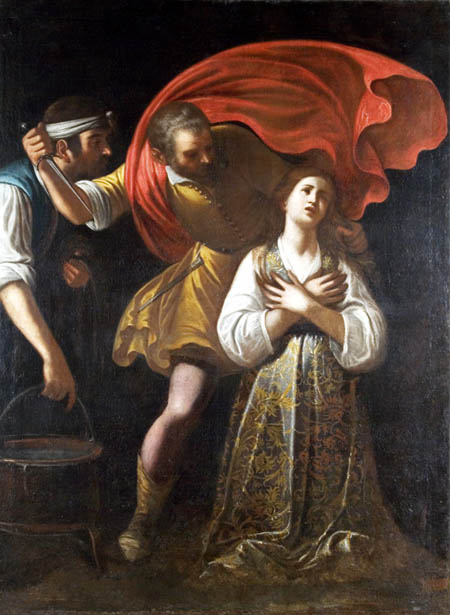
Страта Святої Лючії